# Acrodonta subaptera
Acrodonta subaptera är en insektsart som beskrevs av Ludwig Redtenbacher 1891. Acrodonta subaptera ingår i släktet Acrodonta och familjen vårtbitare. Inga underarter finns listade i Catalogue of Life.